# Municipio de Madison (condado de Butler, Iowa)
El municipio de Madison (en inglés: Madison Township) es un municipio ubicado en el condado de Butler en el estado estadounidense de Iowa. En el año 2010 tenía una población de 276 habitantes y una densidad poblacional de 2,92 personas por km².

## Geografía
El municipio de Madison se encuentra ubicado en las coordenadas 42°41′13″N 92°58′3″O / 42.68694, -92.96750. Según la Oficina del Censo de los Estados Unidos, el municipio tiene una superficie total de 94.44 km², de la cual 94,36 km² corresponden a tierra firme y (0,08 %) 0,08 km² es agua.

## Demografía
Según el censo de 2010, había 276 personas residiendo en el municipio de Madison. La densidad de población era de 2,92 hab./km². De los 276 habitantes, el municipio de Madison estaba compuesto por el 98,19 % blancos, el 0,72 % eran afroamericanos, el 0,36 % eran amerindios y el 0,72 % eran de una mezcla de razas. Del total de la población el 0,36 % eran hispanos o latinos de cualquier raza.